# Angelo di Pietro
Angelo di Pietro (Vivaro Romano, 22 mei 1828 – Rome, 5 december 1914) was een Italiaans kardinaal-priester.

## Biografie
Di Pietro werd geboren in Vivaro Romano in 1828. In 1851 werd hij tot priester gewijd. Van 1877 tot 1892 werkte hij in Zuid-Amerika. Hij was de apostolisch delegaat in Paraguay en vervolgens nuntius in Brazilië. Hij nam deel aan Vaticanum I. Van 1882 tot 1887 was hij nuntius in het Duitse Keizerrijk en daarna tot 1893 in Spanje.
Hij werd in 1893 tot kardinaal-priester verheven door paus Leo XIII en vervolgens benoemd tot prefect van de Congregatie voor de Clerus. Sibilia nam deel aan de conclaven van 1903 en 1914. Met het overlijden van Alfonso Capecelatro in 1912 werd hij de oudst nog levende kardinaal. Hij overleed op 86-jarige leeftijd.